# 조상현 (농구인)
조상현(曺相鉉, 1976년 7월 8일 ~ )은 한국 프로 농구 선수이다. 종교는 천주교이다. 쌍둥이 동생은 전 울산 현대모비스 피버스의 감독인 조동현이다. 현재 창원 LG 세이커스에서 감독으로 활동 중이다.

## 선수시절
대전고등학교와 연세대학교의 간판 슈터로 졸업한 이후 1999년 드래프트로 광주 나산 플라망스에 입단하였다. 1999-2000 시즌 골드뱅크 시절 크리스마스 빅딜에 현주엽과 맞트레이드되면서 청주 SK 나이츠에서 활약하게 된다. 청주/서울 SK 나이츠의 간판 스타 슈터로 명성을 날렸다. 1999-2000 시즌 KBL 플레이오프 우승의 주역이기도 했다. 2001-2002 시즌을 끝으로 2년간 상무에 복무했고 그 시기 2002 부산 아시안게임 국가대표에 승선하면서 금메달을 함께하게 된다. 상무 전역 이후 상무 시절 감독이었던 추일승 감독이 직접 서울 SK 나이츠와의 3대3 트레이드로 인해 부산 KTF 매직윙스에서 잠시 활약을 하게 된다. FA로 풀린 이후 창원 LG 세이커스에서 청주/서울 SK 나이츠 시절 이후 선수시절 긴 5년을 함께하게 된다. LG 시절 2006-2007 프로농구 올스타게임 MVP를 수상하게 된다. 이후 은사였던 추일승 감독이 있는 고양 오리온스 감독으로 부임한 이후 2년간 오리온스에서 선수시절 말미를 보내게 된다.

## 지도자
은퇴팀이었던 고양 오리온 오리온스의 코치로 활약하게 되었다. 추일승 감독의 제안과 함께 오리온스의 프랜차이즈 스타 슈터였던 김병철 수석코치와 함께 밑을 보좌하게 된다. 2015-2016 시즌 팀의 플레이오프 우승 시절 코칭스테프였으며 김병철과 함께 이 당시 선수에서 코치로 바뀐 임재현과 함께 선수와 코치로 우승하게 된 독특한 이력이 있다.
2017-2018 시즌을 끝으로 오리온 오리온스 코치에서 떠난 이후 김상식 감독이 있는 대한민국농구대표팀의 코치를 맡았고 이후 대한민국농구대표팀의 감독으로 승격하게 된다.
하지만, 코로나 19로 인해 대한민국농구대표팀의 경기가 취소되면서 사퇴를 하게 된다.
대한민국 농구대표팀 감독 사퇴 이후 잠시 몸담았던 팀으로 조성원의 후임으로 창원 LG 세이커스의 제9대 감독이 되었다. 오리온 시절 함께했던 임재현 수석코치와 박유진 코치 그리고 연세대 동문 후배로 대한민국농구대표팀 코치를 함께했던 김동우 코치와 함께하게 된다.
전임 조성원 감독 시절에 못했던 팀의 암흑기 탈출과 함께 정규리그 2위의 공을 인정받으면서 기존 2년 계약에서 남은 1년 포함 플러스 2년 재계약과 함께 팀을 더 이끌게 된다.

## 경력
- 광주 골드뱅크 클리커스 (1999년 ~ 1999년 12월)
- 청주/서울 SK 나이츠 (1999년 12월 ~ 2005년 11월)
- 부산 KTF 매직윙스 (2005년 11월 ~ 2006년 5월)
- 창원 LG 세이커스 (2006년 5월 ~ 2011년 5월)
- 고양 오리온스 (2011년 5월 ~ 2013년 4월)
- 고양 오리온 오리온스 (코치) (2013년 4월 ~ 2018년)
- 대한민국 농구대표팀 (코치) (2018년 ~ 2021년)
- 대한민국 농구대표팀 (감독) (2021년 ~ 2022년 4월)
- 창원 LG 세이커스 (감독) (2022년 5월 ~ 현재)

## 수상
- 인천광역시컵 한중 프로농구 올스타 (2007년)
- 남자 프로농구 올스타전 MVP (2007년)
- 제 24회 아시아 남자농구선수권대회 국가대표 (2007년)
- 남자 프로농구 올스타 선정 (2008년)